# シッケ
シッケ（食醯、식혜）は朝鮮伝統の発酵飲料である。日本の甘酒に似る。

## 概要
炊いたもち米を麦芽粉から抽出した水に入れ、発酵させてから砂糖を入れて短時間火にかけた後、冷たくしてから干しナツメ、松の実、柚子の皮、あるいは石榴の実を浮かべて飲む。
シッケは発酵飲料であり、他にも水正果（スジョングァ）や花菜（ファチェ）などと呼ばれる飲むデザートがあるが、これらは発酵を必要としないため、シッケとは異なる。
シッケの隠し味に生姜や柚子茶を入れることもある。地方のバリエーションに、大根と唐辛子粉が入る慶尚道の安東シッケ、江原道の蓮の葉シッケ、京畿道のカボチャシッケ、もち米の代わりにトウモロコシを使ったトウモロコシシッケ、江華島の高麗人参シッケなどがある。
正月の茶菓膳や酒席などの後にデザートとして飲まれる。非常にポピュラーな伝統の飲み物であったが、現代の大韓民国では若者離れも進む。缶やビンに入ったものは、日本の韓国食品店でも購入できる。
麦芽に含まれるアミラーゼの加水分解作用でもち米のデンプンが分解され、甘味物質に変換される。アルコール分はほとんどない。